# Осборн, Джон (певец)
Джон Осборн (англ. John Osborn; род. 16 мая 1972, Су-Сити, штат Айова) — американский оперный певец (тенор).
Получил музыкальное образование в Симпсоновском колледже в Индианоле, в том же городе в 1993 г. дебютировал на оперной сцене в опере Джанкарло Менотти «Святая с Бликер Стрит». В 1994 г. выиграл конкурс вокалистов Метрополитен-опера, на сцене которой впервые спел в 1996 г. в «Саломее» Рихарда Штрауса. В дальнейшем выступал на этой сцене в таких партиях, как дон Оттавио («Дон Жуан» Моцарта), граф Альмавива («Севильский цирюльник» Россини), Арнольд Мельхталь («Вильгельм Телль» Россини) и др. В 2011 г. впервые выступил на Променадных концертах, также в «Вильгельме Телле» (дирижёр Антонио Паппано), участвовал и в аудиозаписи этой оперы, также с Паппано.
В 2017 году удостоен Премии Франко Аббьяти за 2016 год.